# Национальный парк Нагарахол
Национальный парк Нагарахол или Нагарахолский тигровый заповедник — национальный парк, расположенный в округах Кодагу и Майсур в штате Карнатака, Индия. Основная площадь Нагарахол — 642,39 км².
В парке находятся леса, холмы, долины, ручьи и водопады. В Нагарахол обитает 32 вида млекопитающих, 270 видов птиц, 31 вид змей, 13 видов амфибий и 167 видов бабочек. В парке есть популяции бенгальского тигра, индийского леопарда, идийского слона, аксиса, замбара и многих других животных, в том числе редких и исчезающих.

## География
Нагарахол находится у подножья Западных Гат и простирается вниз по холмам Брахмагири и на юг в сторону штата Керала. Парк находится в округах Майсур и Кодагу, общая площадь 847 км²: 643 км² основной площади и 205 км² буферной зоны.
Парк Нагарахол граничит с:
- Заповедником дикой природы Ваянад на юге
- Национальным парком Бандипур на юго-востоке[2]

Высота парка над уровнем моря колеблется от 687 до 960 метров.
Ближайший крупный город, находящийся в 50 км — Майсур, до столицы штата, Бангалора — 220 км.
|  |  |

## История
Нагарахол был создан в 1955 году как заповедник, его площадь составляла 285 км². В 1983 году заповедник был преобразован в национальный парк площадью 571 км².
В 2000 году парк был включен в «Проект Слонов» и стал частью Майсурского слоновьего заповедника.
В 2003 году парк расширился на 72 км². В этот же год Нагарахол был включен в «Проект Тигр» и стал продолжением заповедника Бандипур. В 2007 году парк стал независимым тигриным заповедником.
В 2012 году к парку добавили буферную зону в 204,5 км².

## Флора

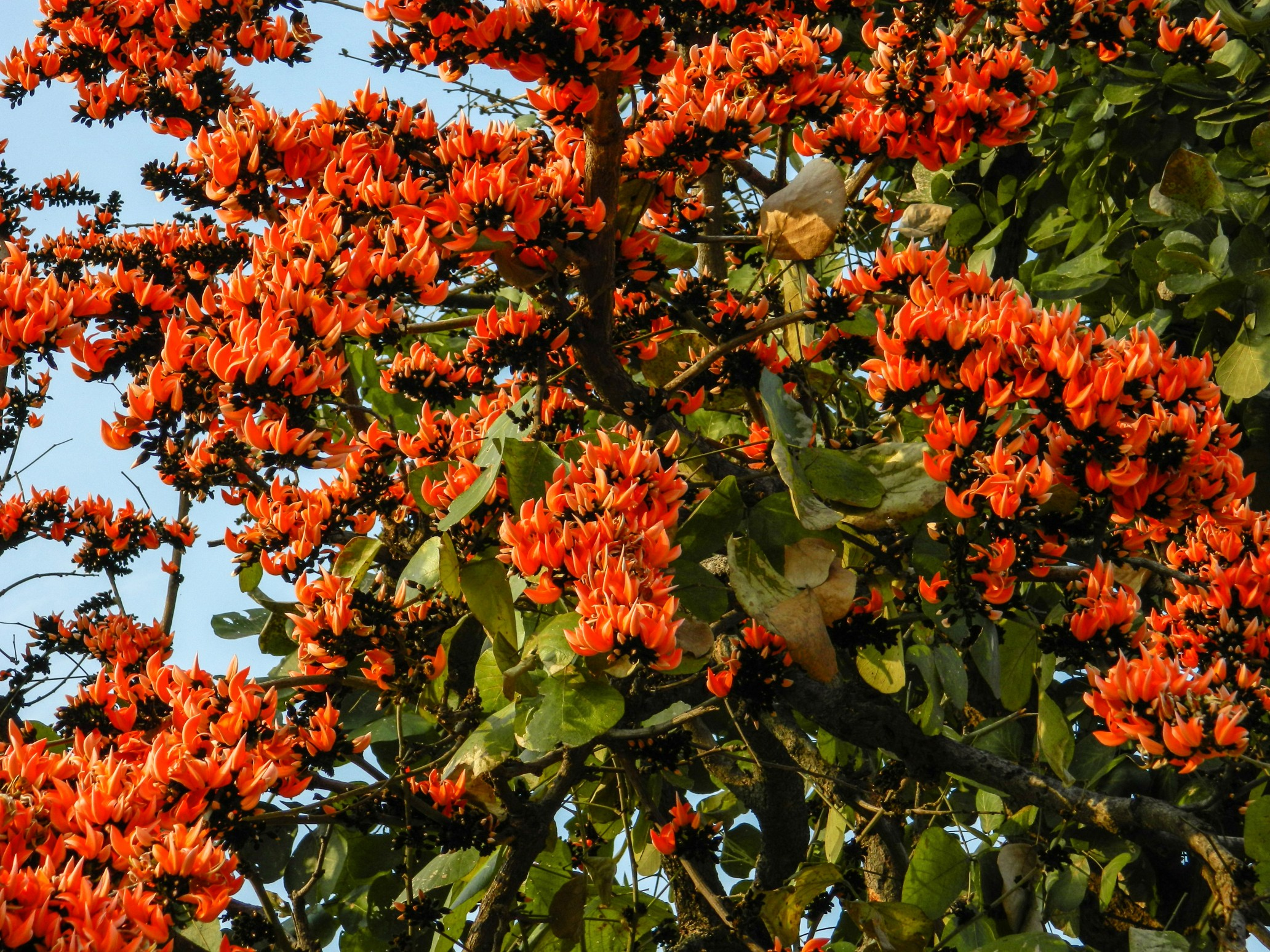
Бутея односемянная

Растительность в парке представляет собой влажные лиственные леса Северо-Западных Гат на юге, где преобладают тики и Dalbergia latifolia. И сухие листопадные леса Центрального Декана, где преобладает Wrightia tinctoria и акация. Также есть предгорные долинные болотные леса, где распространены виды рода Eugenia. Основными деревьями являются: тик, сандаловое дерево, гревиллея крупная, розовое дерево. В сухом лиственном лесе произрастают: Terminalia elliptica, Lagerstroemia lanceolata, Pterocarpus marsupium, Grewia tilaefolia, Anogeissus latifolia. В подлеске растут: Kydia calycina, Эмблика, Gmelina arborea, Паслен и другие.
Наиболее заметными видами растений являются: Кассия трубчатая, Бутея односемянная и Dendrocalamus strictus.
В общей сложности в парке растет 182 вида деревьев и 18 видов трав.

## Фауна

### Млекопитающие
В Нагарахол живут такие крупные хищники как бенгальский тигр, на 2010 год в парке насчитывалось 354—411 тигра. Также в парке живет индийский леопард, красный волк, обыкновенный шакал и медведь-губач.
Из больших травоядных в парке живут Индийские слоны, в среднем 1078 слонов. Также в парке живут гауры, индийский замбар, мунтжак, аксис, четырехрогая антилопа, кабан.

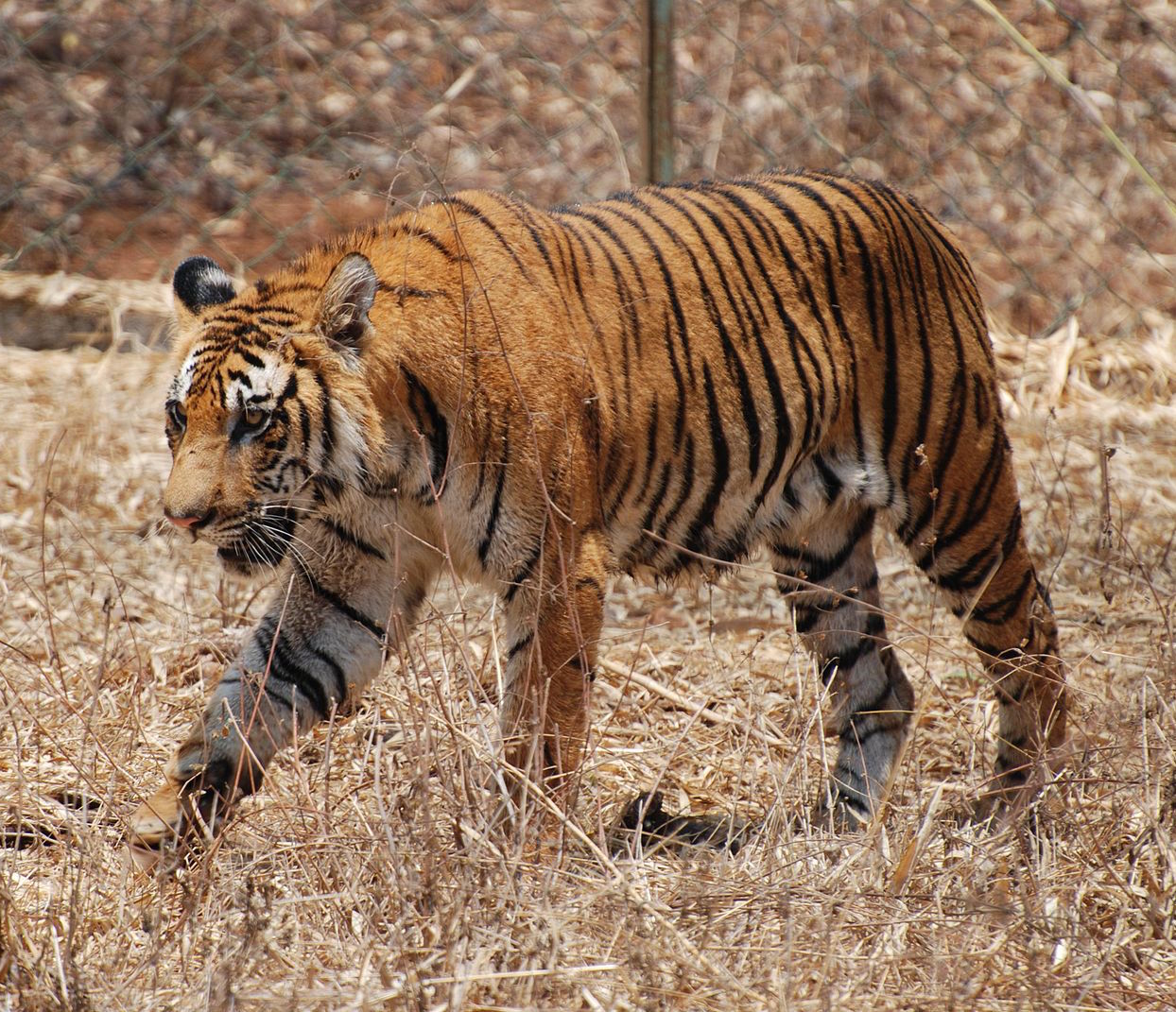
Бенгальский тигр
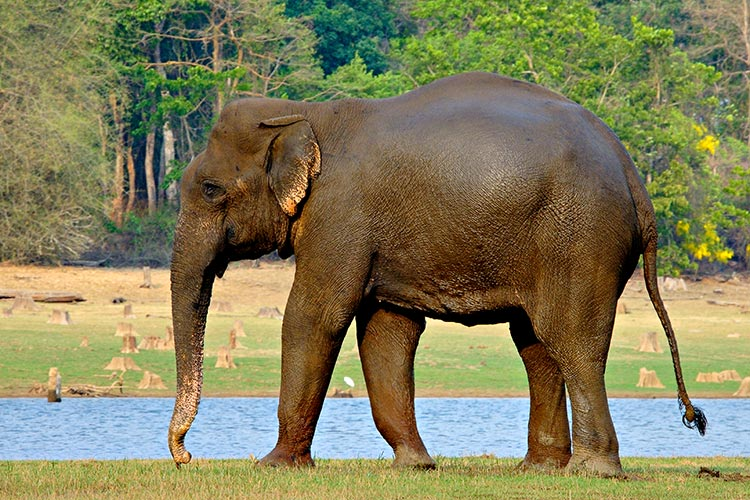
Индийский слон
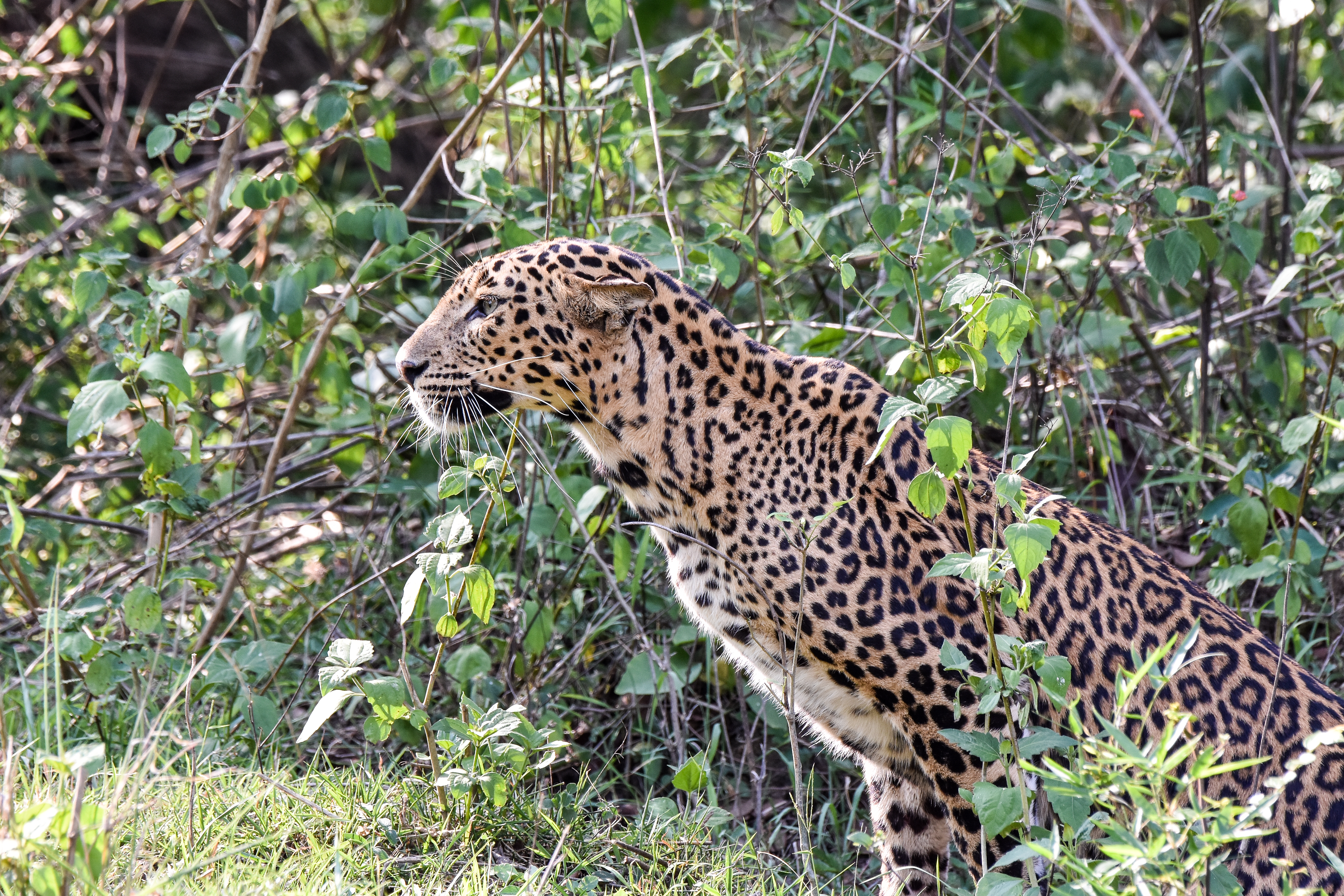
Индийский леопард
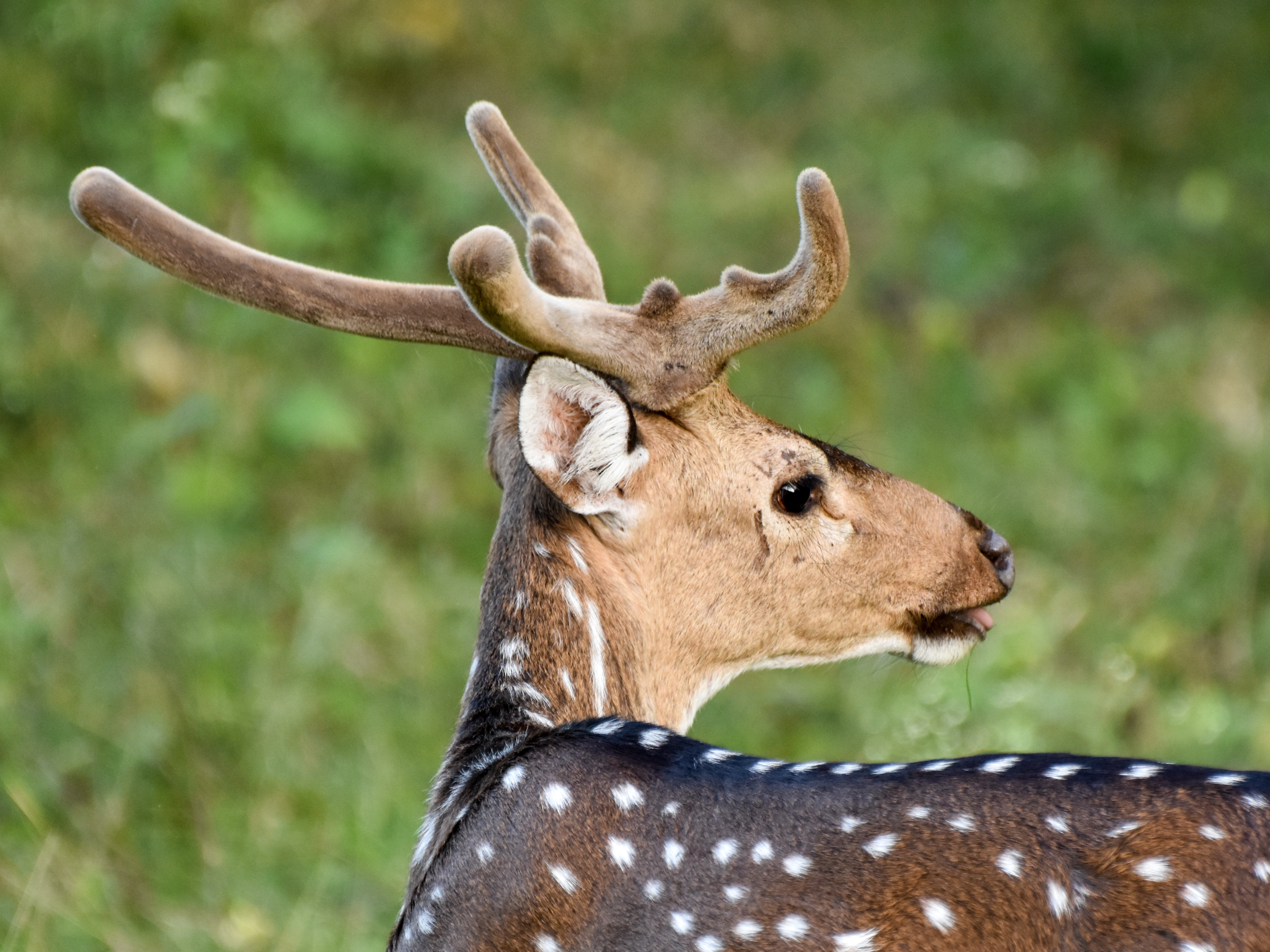
Аксис
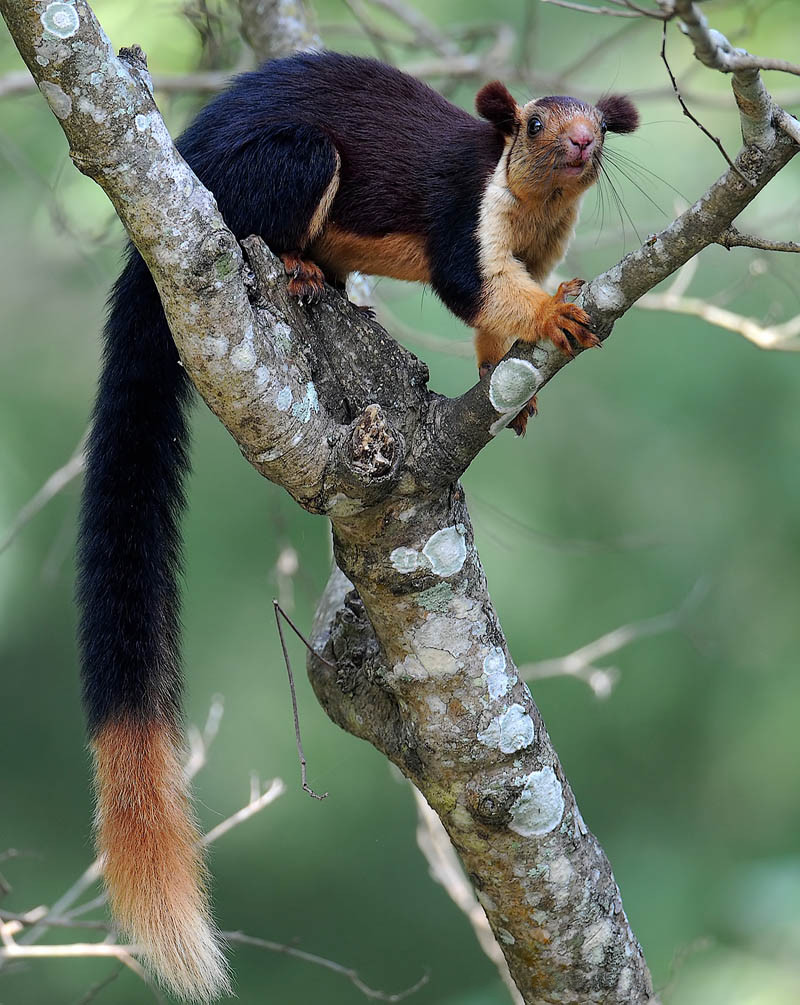
Индийская гигантская белка
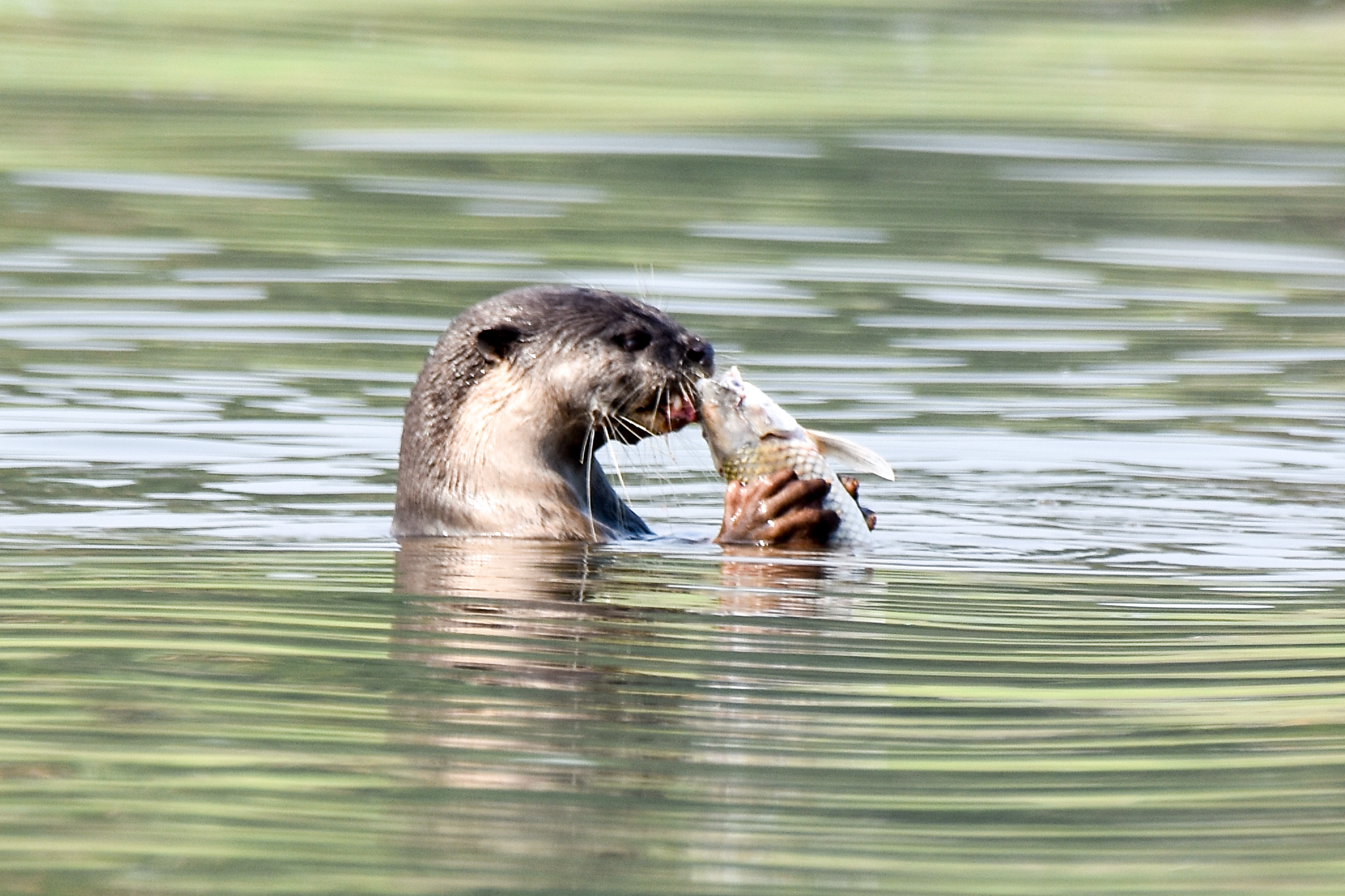
индийская выдра.

В парке живут и приматы: гульманы, индийские макаки, тонкие лори. Также в Нагарахол обитают летающие белки: индийские гигантские летяги, красные гигантские летяги; есть и «обычные» белки, например индийская гигантская белка.В парке живет множество мелких хищников: камышовый кот, бенгальская кошка, малая цивета, мусанг, несколько видов мангустов. В водоемах парка можно встретить и индийскую выдру.
Ещё в национальном парке можно встретить оленьковых, индийского панголина, и индийского дикобраза.

### Птицы

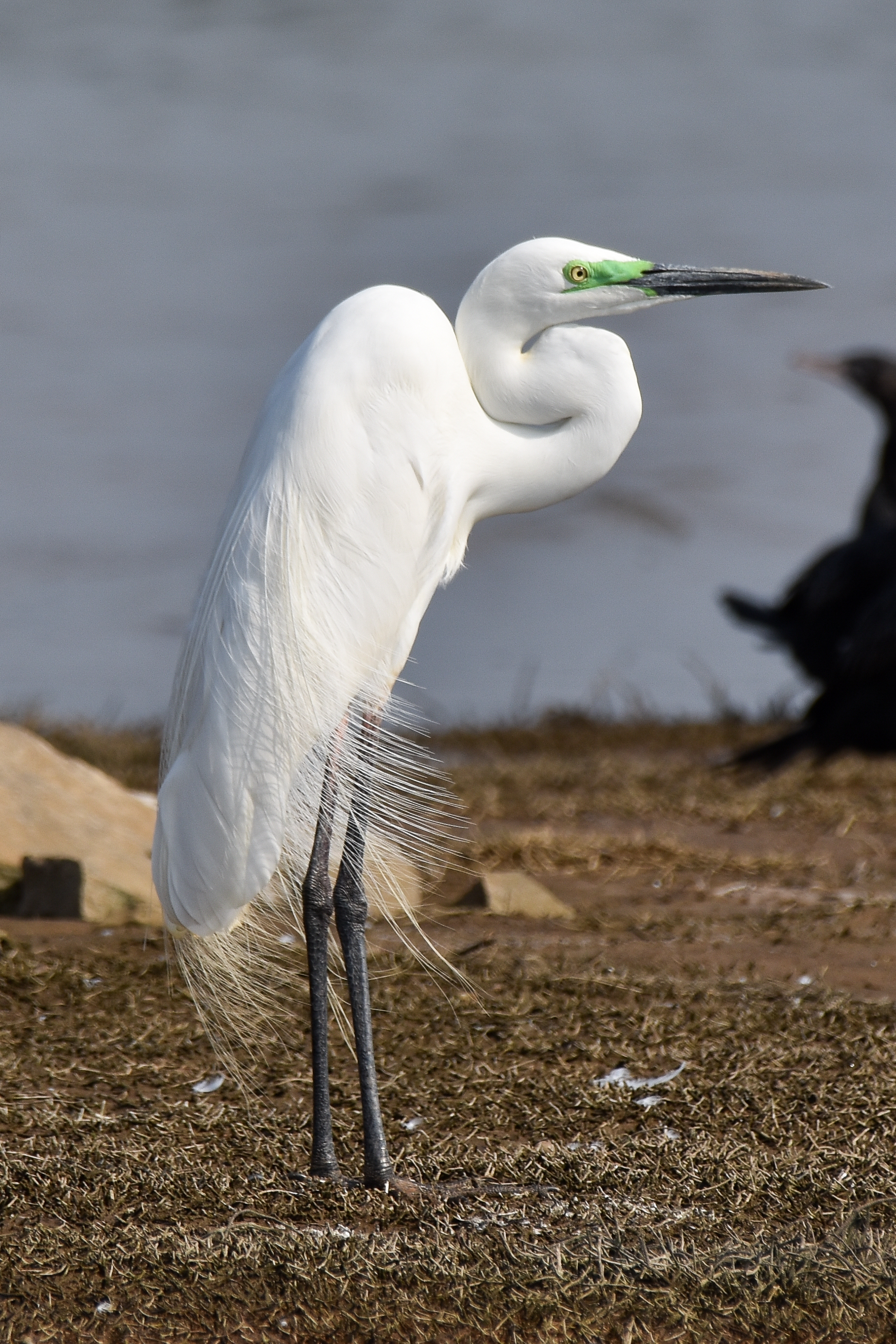
Большая белая цапля
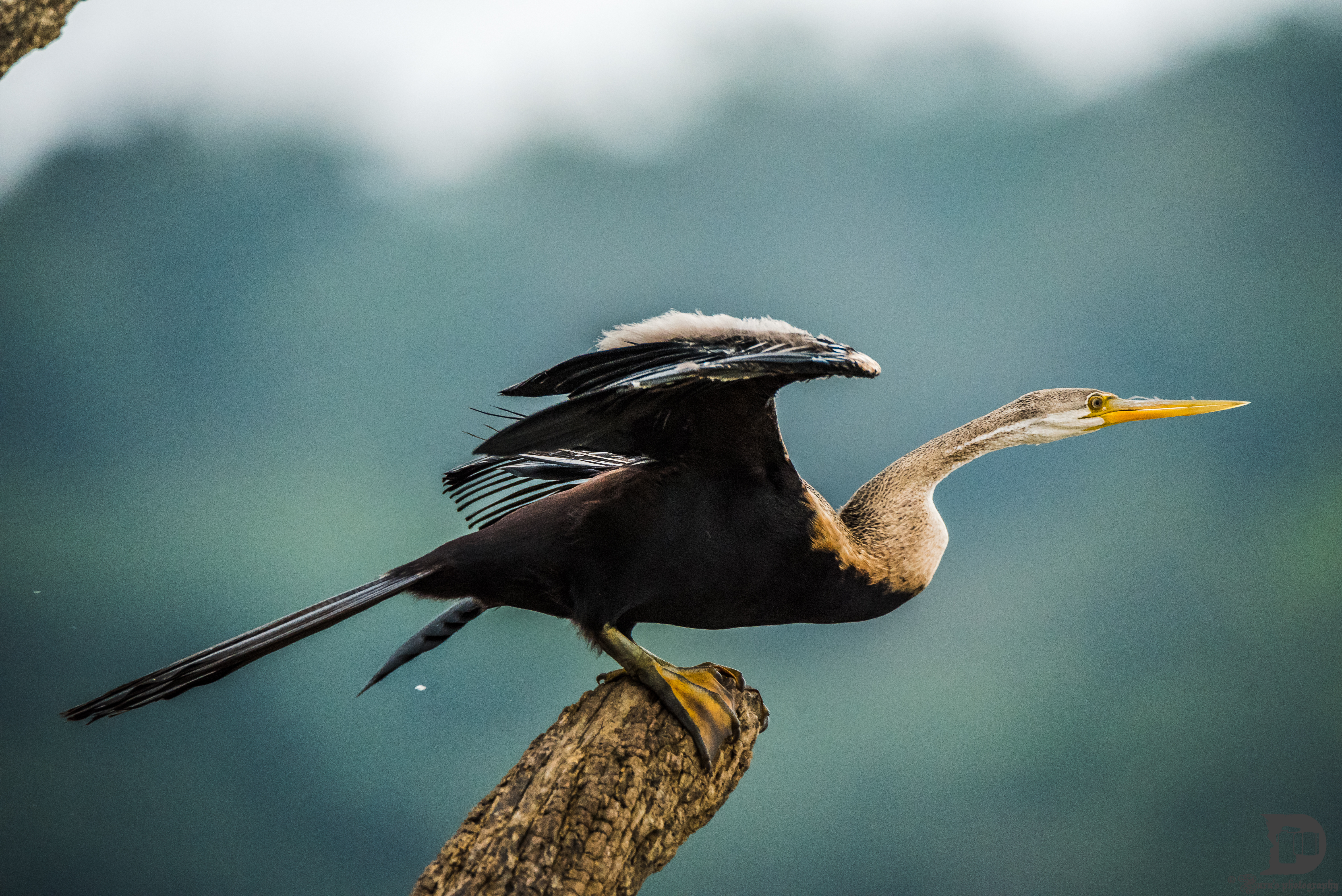
индийская змеешейка
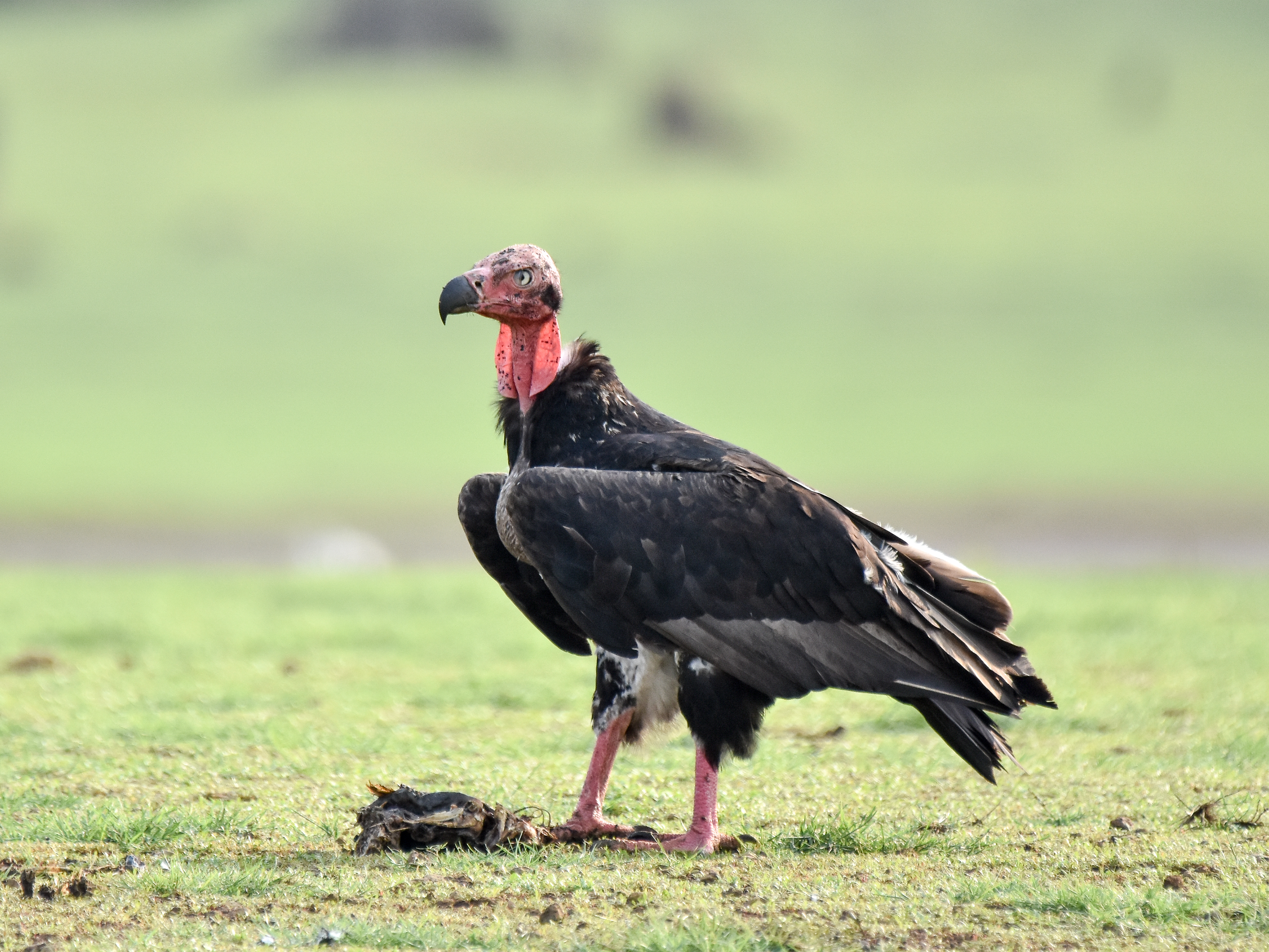
Индийский ушастый гриф
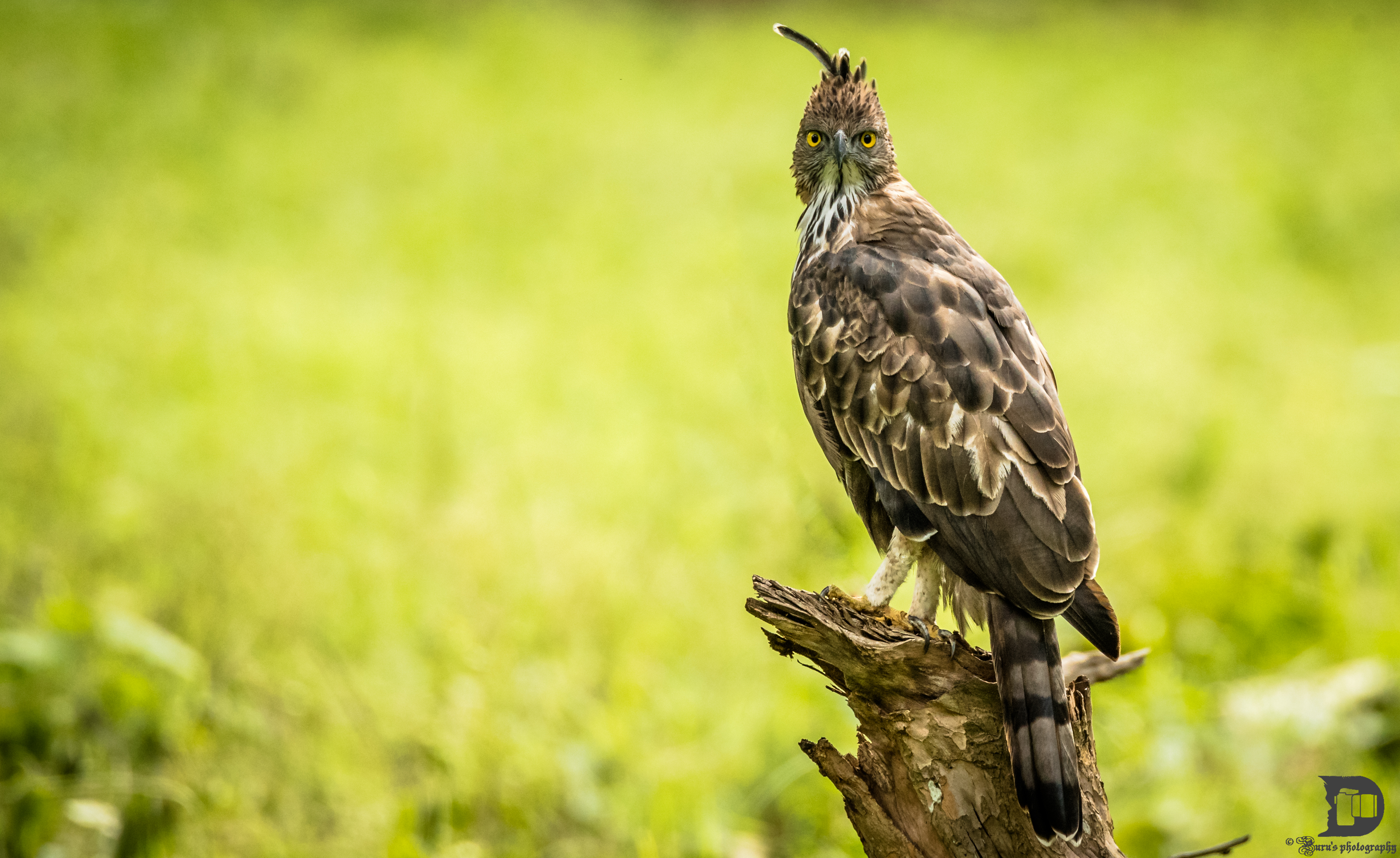
Змееяд
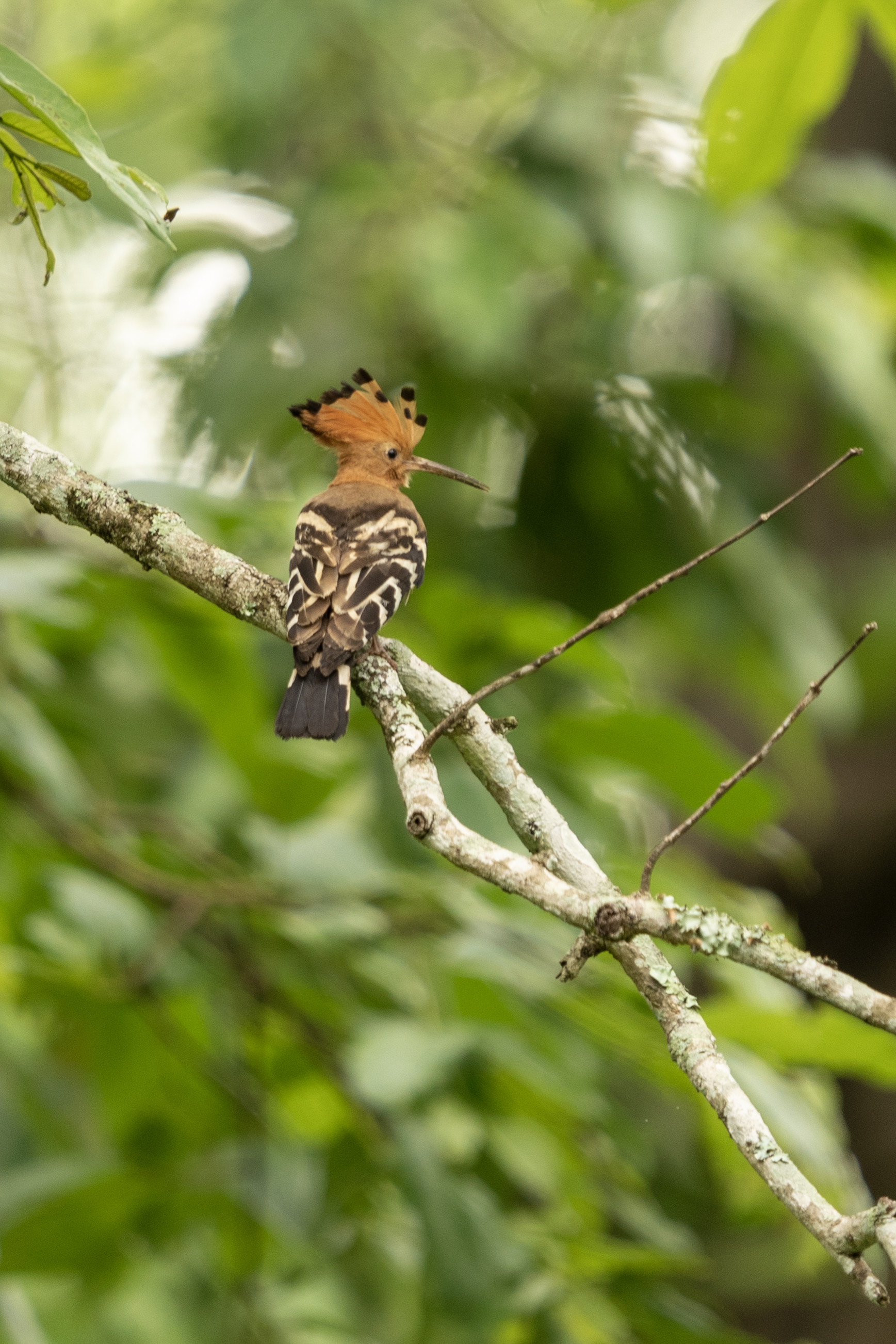
Удод
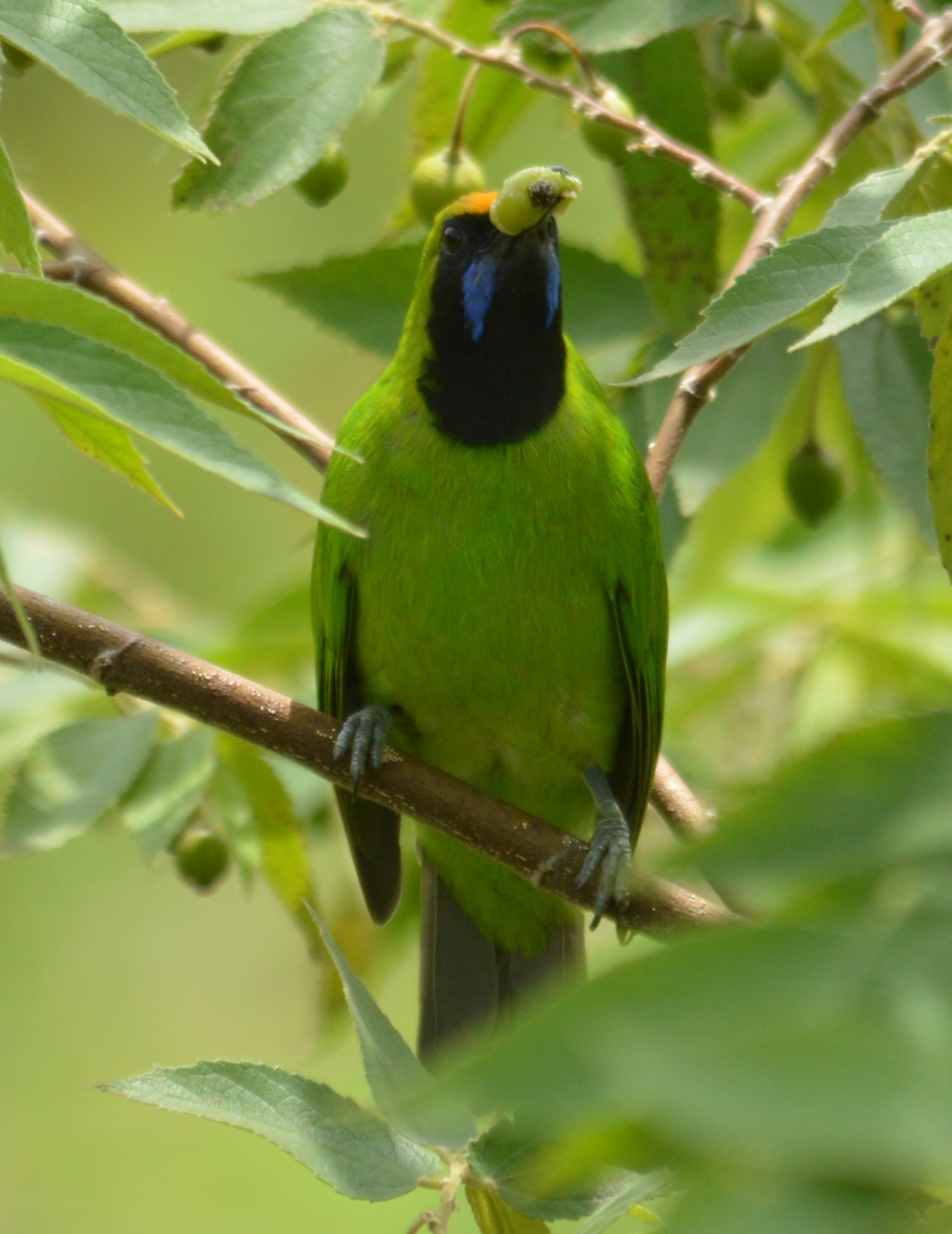
Золотистолобая листовка

В Национальном парке Нагарахол живет более 270 видов птиц в том числе виды находящиеся под угрозой вымирания.
Из хищных птиц в парке можно увидеть: скопа, хохлатый осоед, сапсан, змееяд, ятреб-перепелятник, коршун, 8 видов сов, несколько видов грифов и т. д.. В водоемах живут: индийская свистящая утка, горный гусь, индийский аист-разиня, египетская цапля, рыжая цапля, серый пеликан, индийская змеешейка, ходулочник и другие.
Яркими примерами орнитофауны парка Нагарахол являются: индийский павлин, попугаи (например индийский кольчатый попугай), дятлы (Например Dinopium benghalense, Hemicircus canente), индийская птица-носорог, обыкновенный зимородок, удод.

### Рептилии

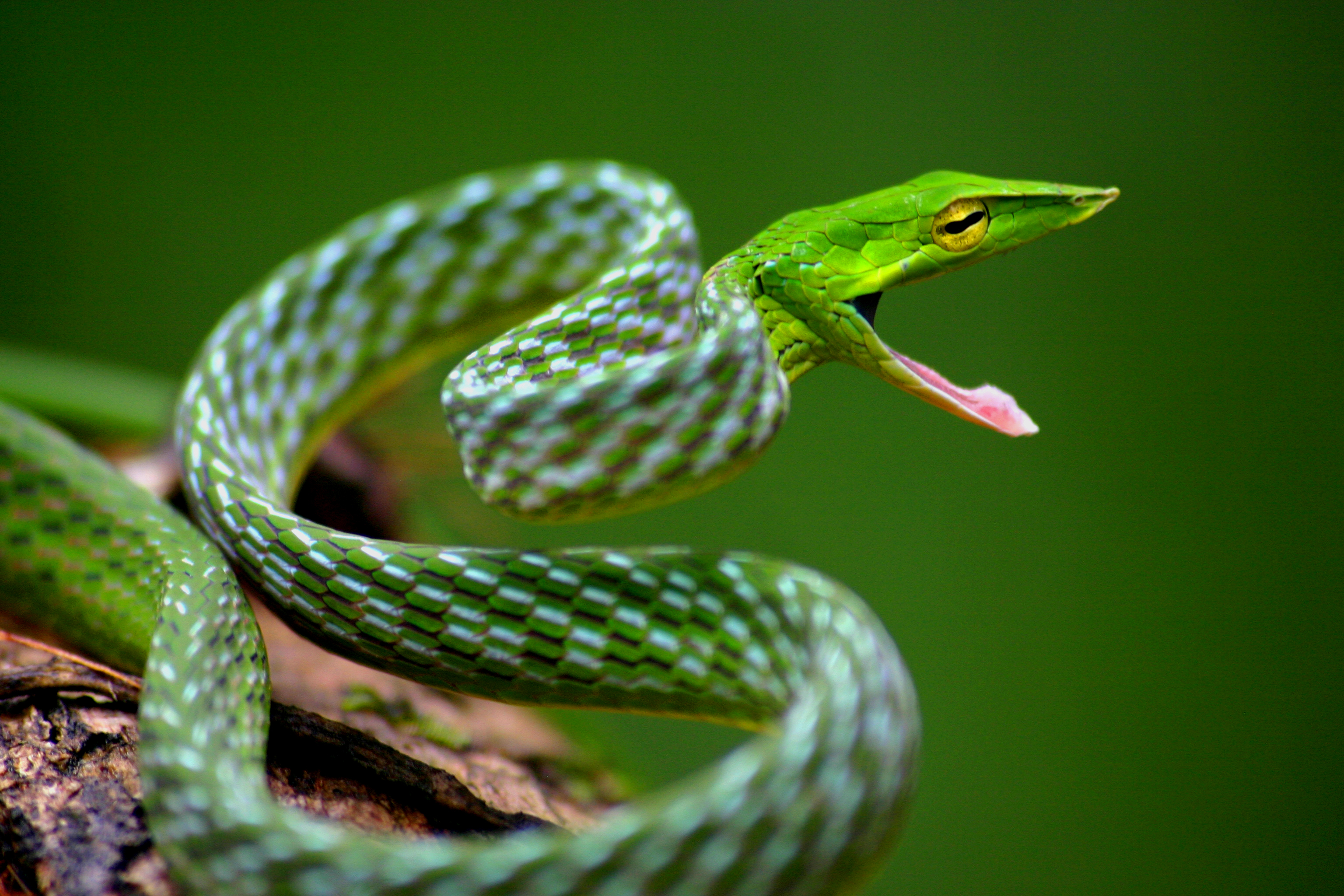
Плетевидные змеи
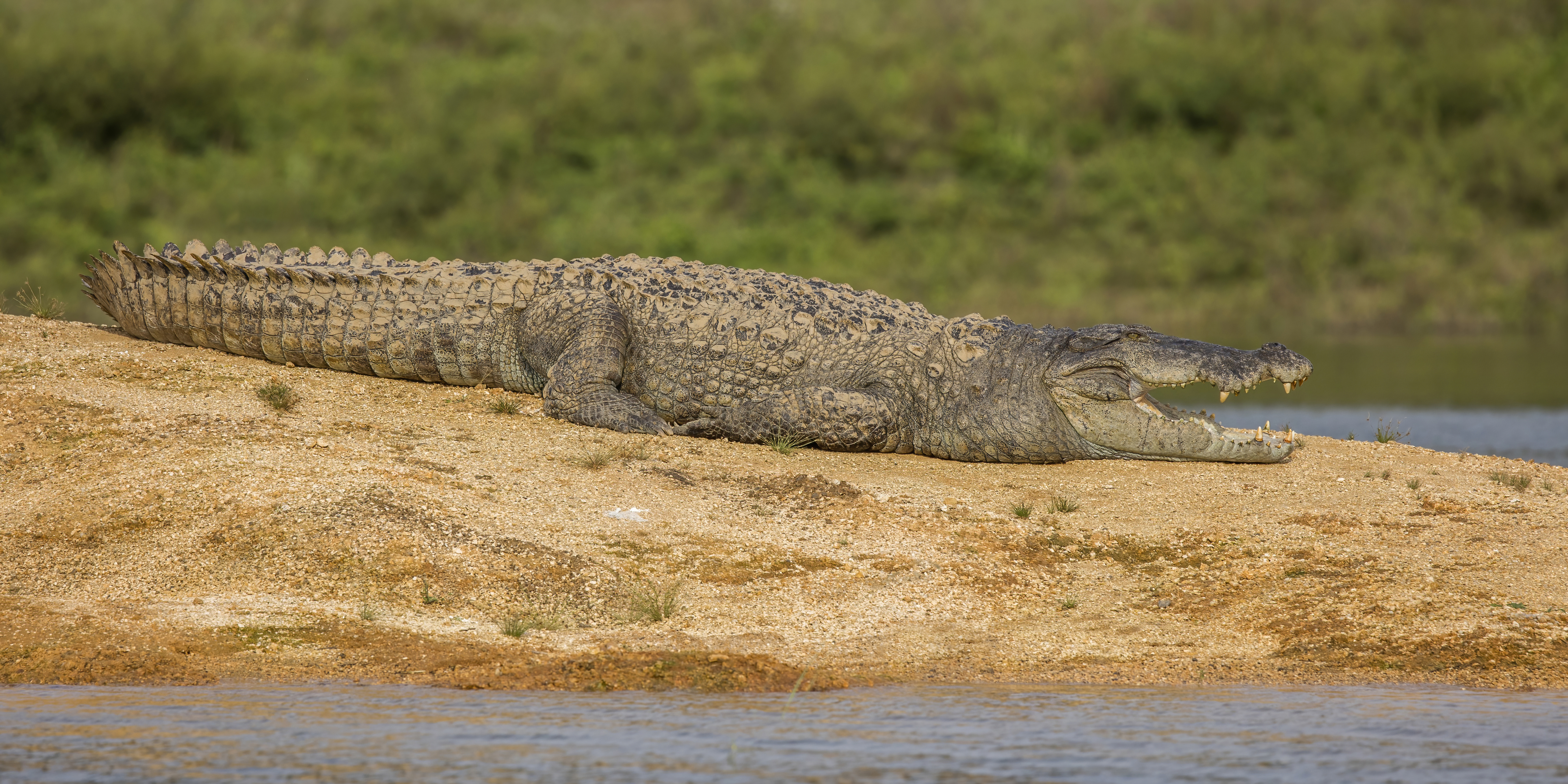
болотный крокодил
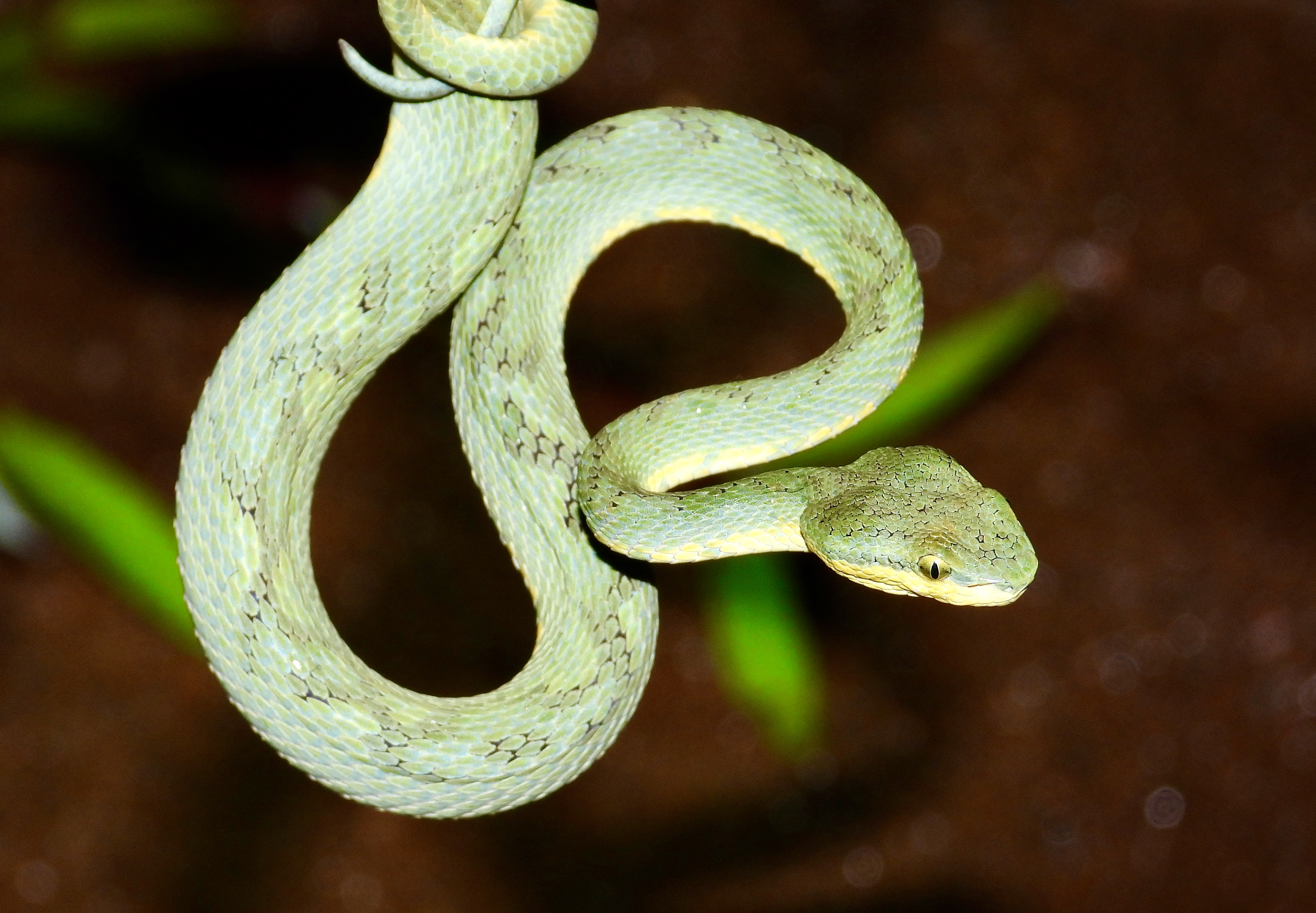
Craspedocephalus gramineus

Из рептилий в Нагарахол живут: болотный крокодил, бенгальский варан, 31 вид змей. В парке можно встретить плетевидную змею, большеглазого полоза, Craspedocephalus gramineus, цепочную гадюку, голубого бунгаруса, тигрового питона и других. Чернорубцовая жаба распространена по всему парку.

### Насекомые

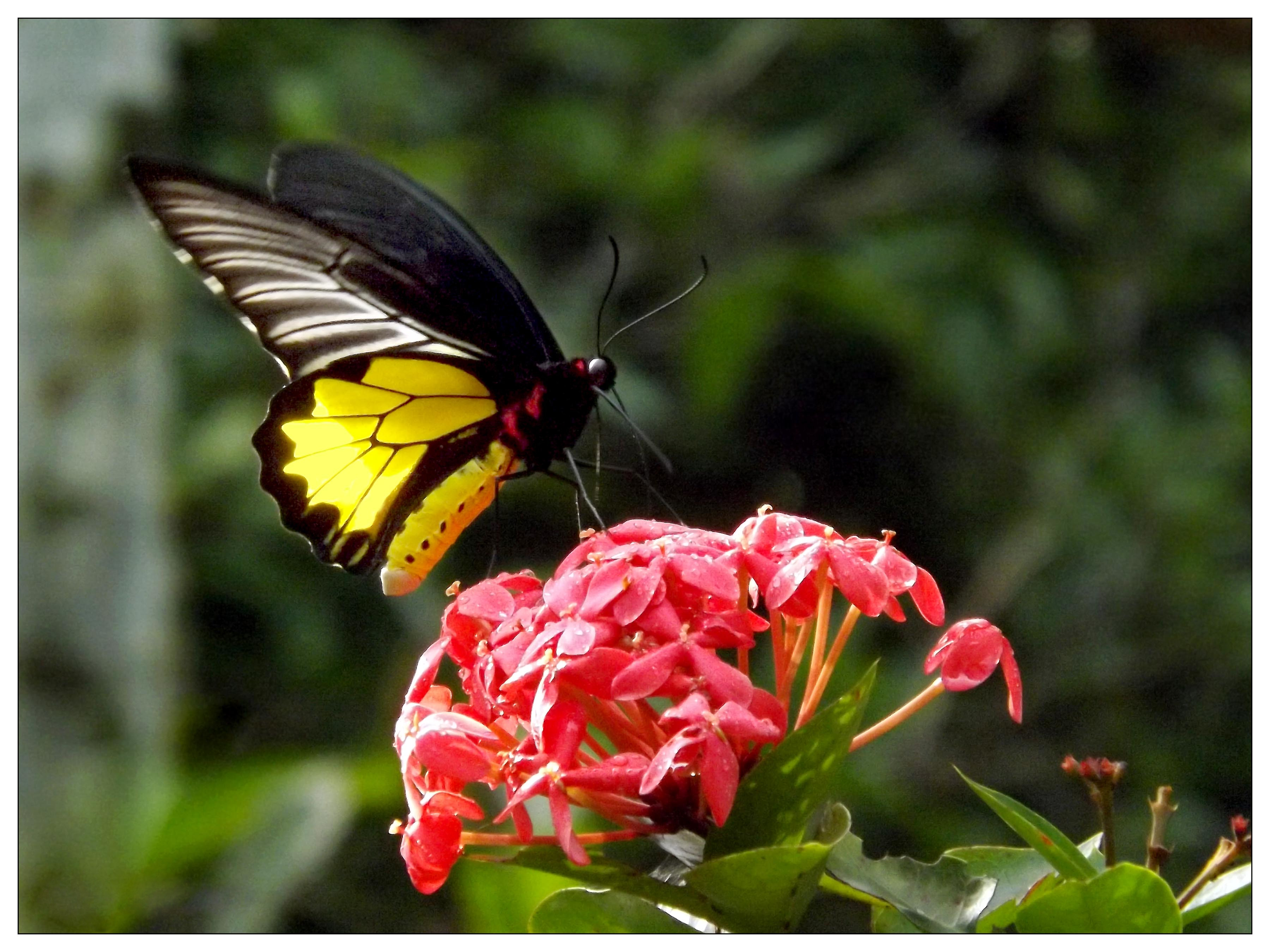
Troides minos
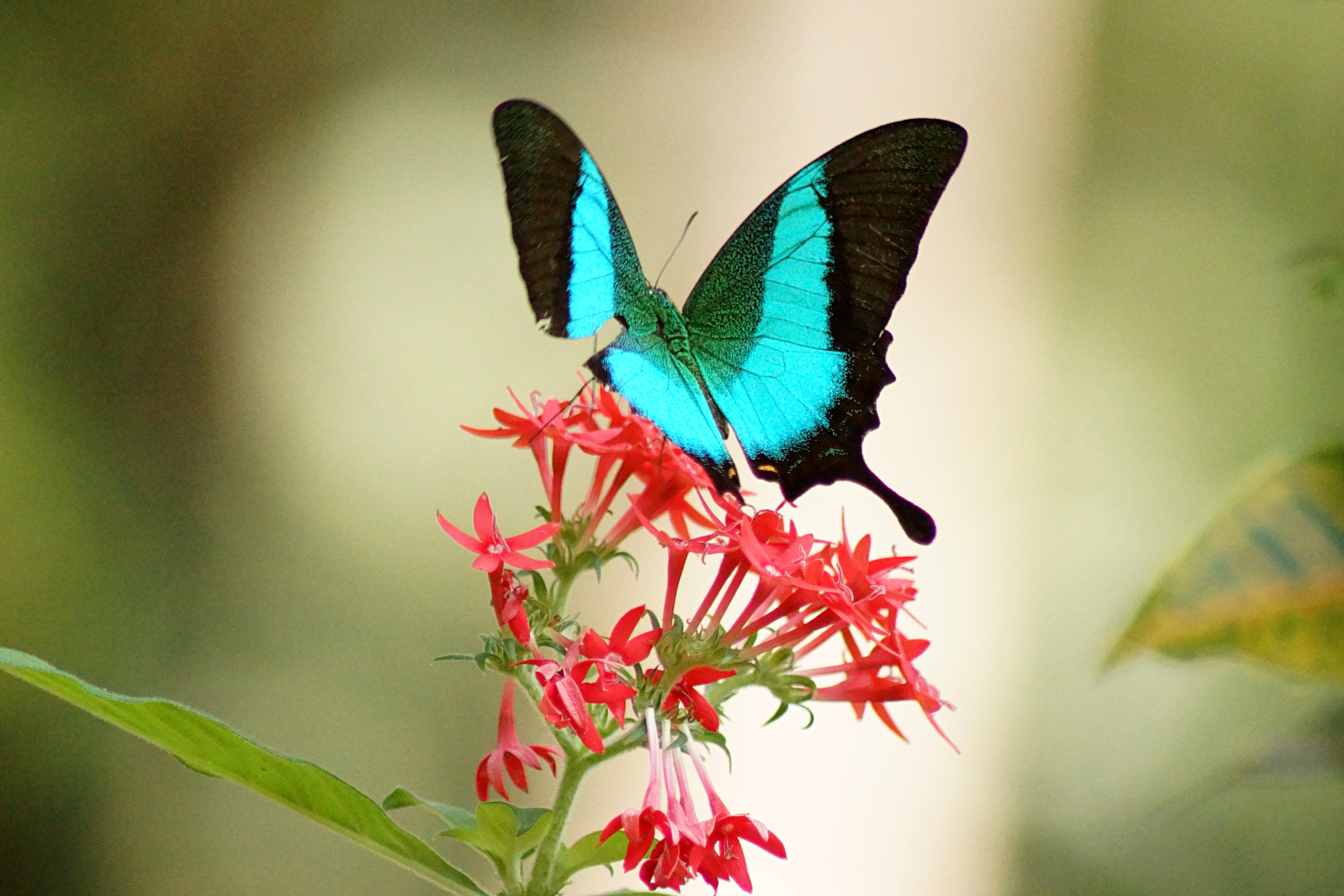
Papilio buddha
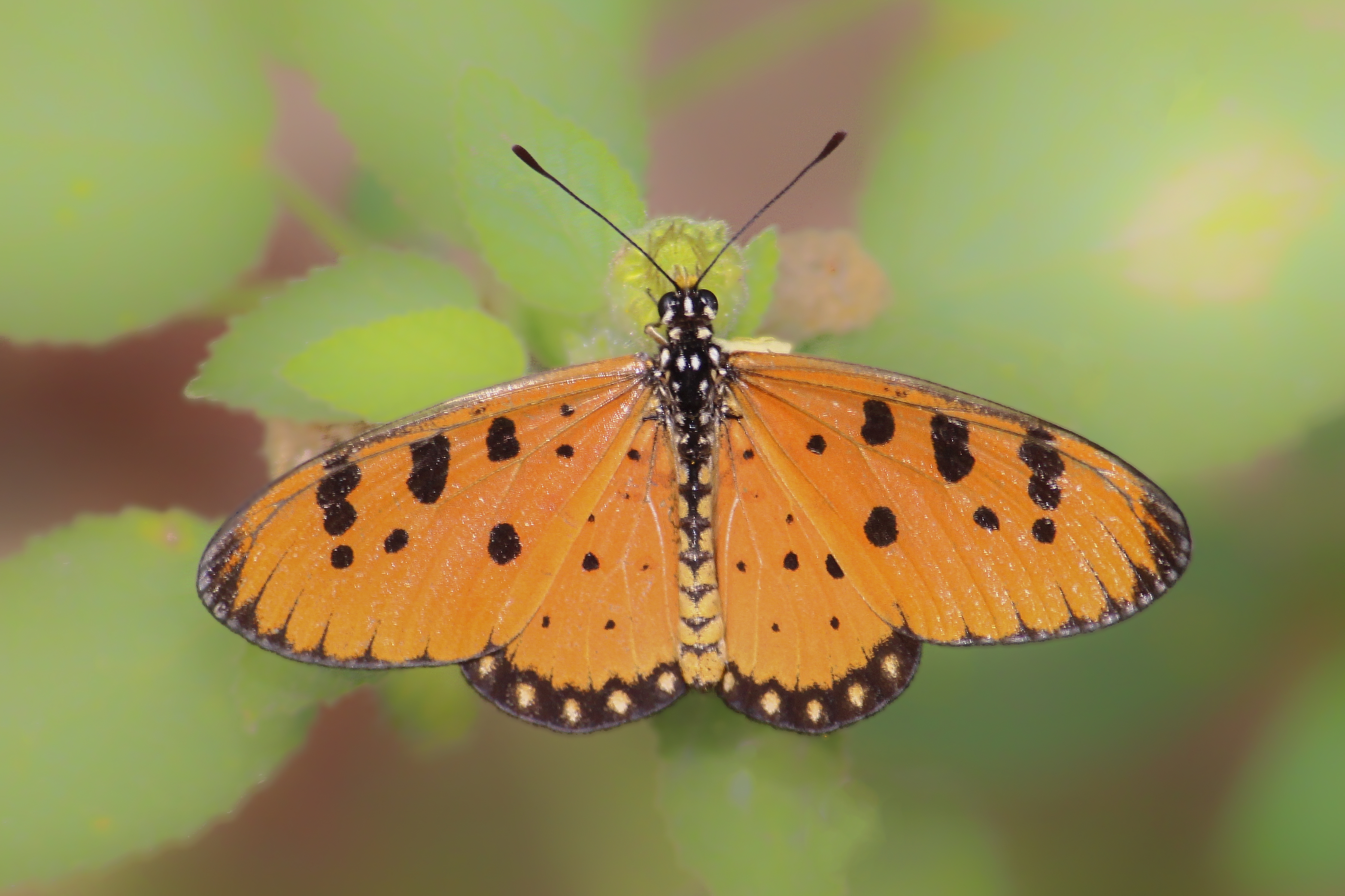
Acraea violae
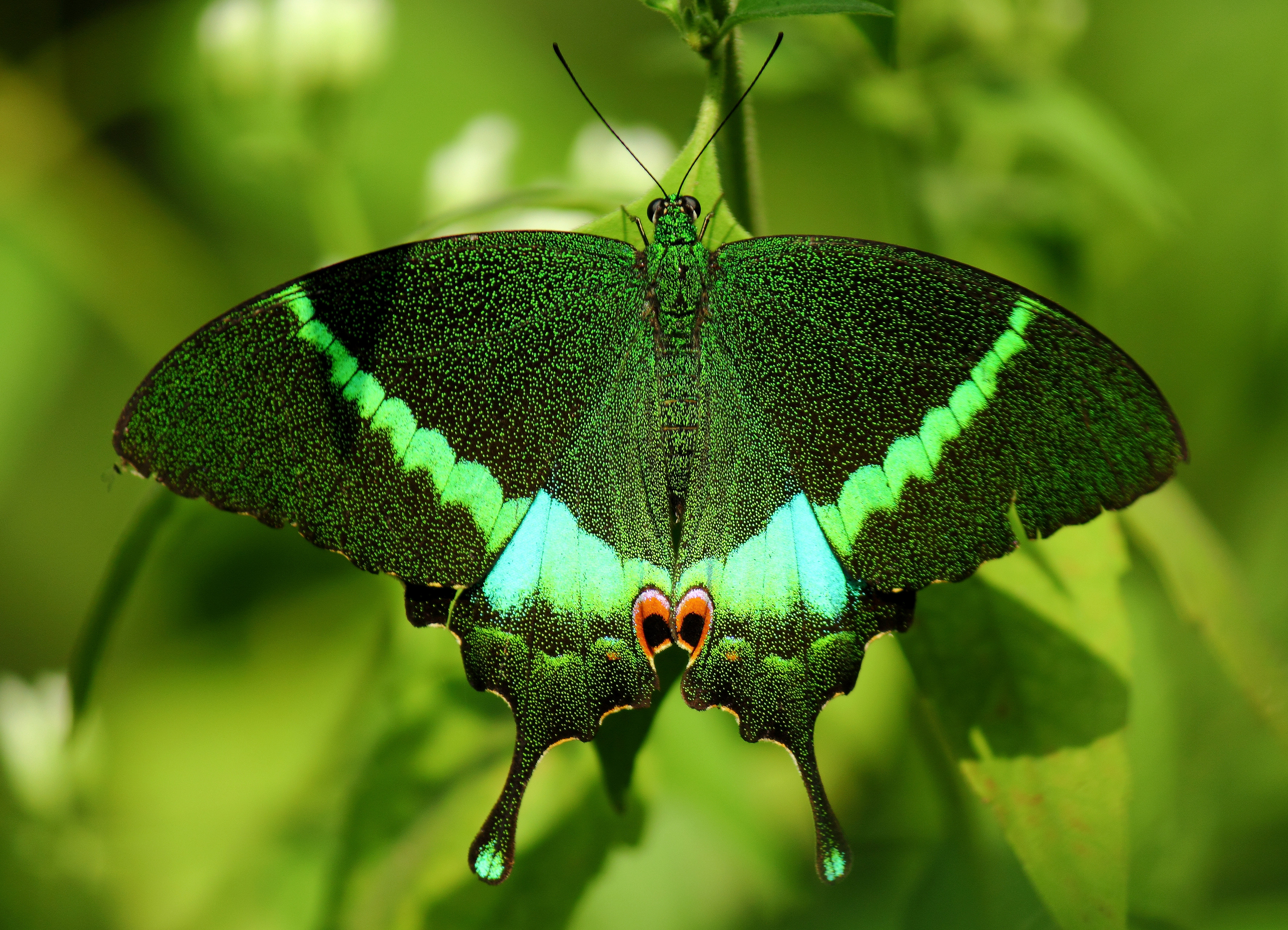
Papilio crino

В Нагарахол живет 167 видов бабочек: 50 видов семейства Nymphalidae, 44 вида семейства Lycaenidae, 27 видов семейства Hesperidae, 20 видов семейства Papilionoidae и 16 видов семейства Peiridae. Наиболее яркими и привлекательными являются: Phalanta phalantha, Acraea violae, Delias eucharis, Ixias marianne, Papilio crino, Papilio budha, Troides minos.